# Elizabeth Timberman
Elizabeth Timberman (* 1908 in Columbus, Ohio; † 1988) war eine US-amerikanische Fotografin und aktives Mitglied der New York Photo League. Die Photo League war eine Organisation von Fotografen in New York, die sich der Dokumentation des Lebens in den Arbeitervierteln widmete. Sie wurde 1936 gegründet und bot ihren Mitgliedern Schulungen, Ausstellungsräume und eine Plattform für den Austausch über soziale und kreative Themen. Die Photo League wurde 1951 aufgelöst, nachdem sie während der McCarthy-Ära auf die schwarze Liste des US-Justizministeriums gesetzt worden war. Die Photo League spielte eine wichtige Rolle bei der Entwicklung der sozialdokumentarischen Fotografie in den USA.

## Leben
Über das persönliche Leben von Elizabeth Timberman ist wenig bekannt. Sie war jedoch eine engagierte Fotografin und nahm aktiv an den Aktivitäten der Photo League teil. Am 2. August 1947 war sie zusammen mit Morris Huberland und Edward Schwartz Jurorin bei einem Photo Hunt der Liga, einem beliebten Fotowettbewerb. Eines ihrer bekanntesten Werke ist die 1944 entstandene Fotografie Easter Sunday, die zwei Frauen in eleganter Kleidung zeigt. Dieses Bild wurde in der Ausstellung The Radical Camera: New York’s Photo League, 1936-1951 gezeigt.   

## Werk
Elizabeth Timbermans fotografisches Werk konzentrierte sich auf die Dokumentation des urbanen Lebens in New York City in den 1940er Jahren. Ihre Arbeiten zeichnen sich durch einfühlsame Porträts und Straßenszenen aus, die den Alltag und die Kultur der Zeit einfangen. Als aktives Mitglied der Photo League trug sie zur Förderung der sozialdokumentarischen Fotografie bei.

## Ausstellung
- The Radical Camera: New York’s Photo League, 1936–1951, eine Übersicht über die Geschichte der Gruppe, ihre künstlerische Bedeutung und ihr kulturelles, soziales und politisches Umfeld. Wanderausstellung in den folgenden Museen: The Jewish Museum, New York (4. November 2011 bis zum 25. März 2012); Columbus Museum of Art, Columbus, OH (19. April – 9. September 2012), Contemporary Jewish Museum, San Francisco, CA (11. Oktober 2012 – 21. Januar 2013) und im Norton Museum of Art, West Palm Beach, FL (15. März – 16. Juni 2013).